# Rajon
Rajon je upravna teritorijalna jedinica u Ruskoj Federaciji i nekim zemljama bivšeg SSSR-a, podjedinica federalnih subjekata (oblasti, krajeva, autonomnih republika) te većih gradova.  Godine 2002. u Rusiji je bilo 1866 izvangradskih (administrativnih) rajona s prosječno oko 30.000 stanovnika po rajonu.